# Oímbra
Oímbra és un municipi de la província d'Ourense a Galícia. Pertany a la Comarca de Verín.
| 2.682 | 3.000 | 3.498 | 2.148 | 1.984 |
| Fonts: INE i IGE (Els criteris de registre censal variaren i les dades de l'INE i de l'IGE poden no coincidir.) |       |       |       |       |

## Parròquies
- Bousés (Santa Baia)
- As Chás (Santa María das Neves)
- A Granxa (San Xoán)
- Oímbra (Santa María)
- Rabal (Santo André)
- San Cibrao (Santa Cruz)
- Videferre (Santa María)

## Festes
El dia 26 de juliol se celebren les festes patronals en honor de Santa Anna. La festa més popular i coneguda és el carnaval, anomenat Entroido de Oímbra que és un dels més importants de Galícia, enquadrat en el conegut triangle de l'Entroido Ourensano. El primer cap de setmana d'agost se celebra la fira d'exaltació del pebrot, el producte més típic de l'horta local.